# 费尔斯通 (科罗拉多州)
费尔斯通（英語：Firestone），是美国科罗拉多州韦尔德县下属的一座城市。建市于1908年10月8日，面积大约为10.549平方英里（27.322平方公里）。根据2010年美国人口普查，该市有人口10,147人。2011年估计该市有人口10,385人，相比2010年人口增长率为2.35%。同时，论人口该市是科罗拉多州第44大城市。